# Brassaiopsis floribunda
Brassaiopsis floribunda là một loài thực vật có hoa trong Họ Cuồng cuồng. Loài này được (Miq.) Seem. mô tả khoa học đầu tiên năm 1864.